# Église Santa Maria ad Cryptas
L'église Santa Maria ad Cryptas est une église située en Italie, dans la commune de Fossa (Abruzzes, province de L'Aquila).